# 貝尼納巴赫河
46°29′33″N 9°54′01″E / 46.49247°N 9.90014°E

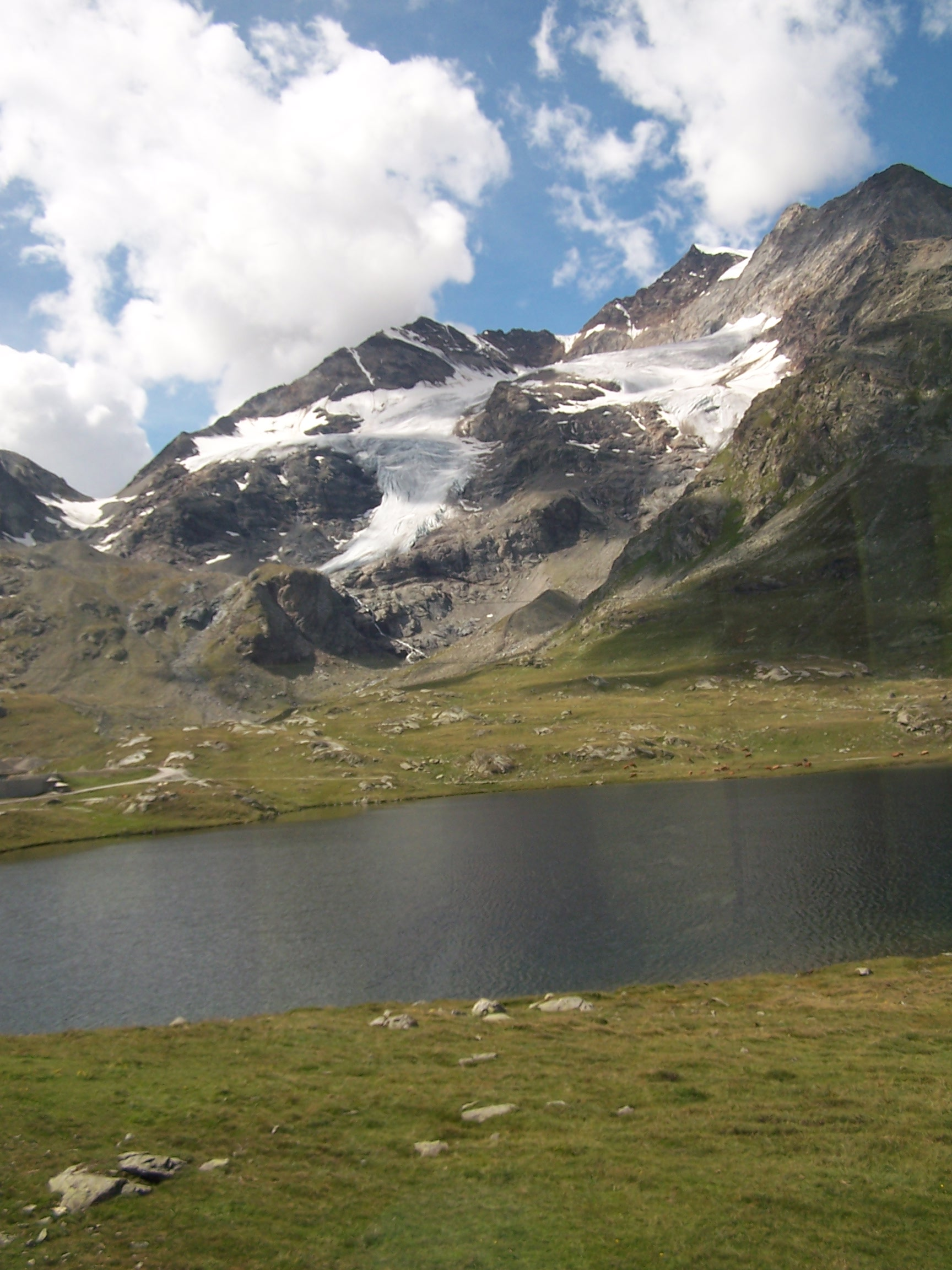

貝尼納巴赫河是瑞士的河流，位於該國東南部，流經格勞賓登州，屬於弗拉茨河的右支流，河道全長13公里，流域面積109平方公里，河口處在蓬特雷西納。